# Diadelia flavovittipennis
Diadelia flavovittipennis là một loài bọ cánh cứng trong họ Cerambycidae.